# Ma Ying-jeou
Ma Ying-jeou, tajvanski državnik, pravnik i sveučilišni profesor koji je obnašao dužnosti predsjednika Republike Kine, ministra pravosuđa i gradonačelnika tajvanskog glavnog grada Taipeija. U dva je odvojena mandata obnašao i dužnost predsjednika Kineske nacionalističke stranke. Prvi je tajvanski državnik koji se susreo s generalnim sekretarom Kineske komunističke partije i kineskim predsjednikom Xi Jinpingom, u Singapuru 2015. godine.
Diplomirao je pravo na Nacionalnom tajvanskom sveučilištu, magistrirao na Pravnom fakultetu Njujorškog, a doktorirao na Pravnom fakultetu Harvardovog sveučilišta. Radio je kao pravni savjetnik na Wall Streetu i u Massachusettsu, prije povratka na rodni Tajvan, gdje se zapošljava u administraciji predsjednika Chiang-Ching kua. S 38 godina postao je najmlađi član predsjedničkog kabineta.
Na predsjedničkim izborima 2008. uvjerljivo je, s više od 58% glasova osvojio mandat te isto ponovio i četiri godine kasnije. Nakon predsjedništva posvetio se sveučilišnoj profesuri. Oženjen je i otac dvije kćeri.